# Nissan Foria
La Nissan Foria est un concept-car présenté lors du salon de Tokyo 2005.Copiant la Mazda RX-8, elle adopte des portières arrière suicides[réf. nécessaire].